# Бриншеш
Бриншеш (порт.  Brinches) — фрегезия (район) в муниципалитете Серпа округа Бежа в Португалии. Территория — 92,27 км². Население — 1175 жителей. Плотность населения — 12,7 чел/км².